# Winnertzia curvata
Winnertzia curvata är en tvåvingeart som beskrevs av Panelius 1965. Winnertzia curvata ingår i släktet Winnertzia och familjen gallmyggor. Inga underarter finns listade i Catalogue of Life.